# دنت د هرنس
دنت د هرنس (به لاتین: Dent d'Hérens) یک کوه در سوئیس است که در کانتون وله واقع شده‌است. دنت د هرنس ۴٬۱۷۴ متر بالاتر از سطح دریا واقع شده‌است.